# Ingo Hülsmann
Ingo Hülsmann (* November 1963 in Stuttgart) ist ein deutscher Theater- und Filmschauspieler sowie Regisseur.

## Laufbahn
Hülsmann wurde direkt von der Schauspielschule Frankfurt (1984 bis 1988) durch Hans Neuenfels an die Freie Volksbühne Berlin engagiert, wo er in Brechts Im Dickicht der Städte (Regie und Bühne: Karl Kneidl) in der Hauptrolle des Garga – neben Hermann Treusch als Shlink – debütierte (1987). Neuenfels besetzte ihn dann auch in Schillers Die Räuber als Karl Moor (Probenarbeit vor der Premiere abgebrochen) sowie in seinem Kleist-Projekt Europa oder der zweite Apfel. Hülsmann wirkte an der Freien Volksbühne und am Berliner Schillertheater dann auch in einigen anderen wichtigen Inszenierungen (von Christof Nel und Niels-Peter Rudolph) als Tybalt, Leonce und Claudio mit. Nach dem Ende der Intendanzen Neuenfels und Treusch war Hülsmann eine Weile freischaffend, wurde anschließend jedoch auch an das Hamburger Schauspielhaus und ans Wiener Burgtheater engagiert (als Achill in Heinrich von Kleists Penthesilea, Regie: Ruth Berghaus). 1995–1999 spielte er am Münchner Residenztheater.
Neuenfels zog Hülsmann schon in München und 2001 dann auch wieder für seine Inszenierung von Shakespeares Titus Andronicus im Deutschen Theater Berlin heran, seither wirkt er dort in zahlreichen Produktionen mit, u. a. in den Inszenierungen von Michael Thalheimer. Außerordentlichen Erfolg hatte er als Marinelli in Thalheimers Inszenierung von Lessings Emilia Galotti sowie in der Titelrolle des Goetheschen Faust (gleichfalls Regie Thalheimer). Von 2001 bis 2012 war er festes Mitglied des Deutschen Theaters. Dass er die Rolle spontan auch in der völlig anderen Hamburger Inszenierung von Jan Bosse für den erkrankten Kollegen Edgar Selge übernahm, brachte ihm große Hochachtung und Bewunderung ein.
Seit vielen Jahren ist Hülsmann immer wieder in Film- und Fernsehrollen zu sehen.
2007 führte er bei dem Stück Mobil von Sergi Belbel auch erstmals Regie. Seit der Spielzeit 2012/2013 ist er an der Berliner Schaubühne fest angestellt.

## Filmografie (Auswahl)
- 1986: Tatort: Aus der Traum
- 1988: Jäger der Engel
- 1988: Europa und der zweite Apfel (TV-Film)
- 1994: Hagedorns Tochter (TV-Serie)
- 1996: Alarmcode 112: Vier wie Blitz und Donner (TV-Film)
- 1996: Alarmcode 112 (TV-Serie)
- 2000: Die Verbrechen des Professor Capellari (TV-Serie) – Das Traumhaus
- 2001: Lieber Brad (TV-Film)
- 2001: Die Manns – Ein Jahrhundertroman (TV-Mehrteiler)
- 2002: Emilia Galotti (TV-Film)
- 2004: Menschenkörper
- 2006: Unser Kindermädchen ist ein Millionär (TV-Film)
- 2007: Rosa Roth (TV-Serie) Nabil – Der Tag wird kommen
- 2007: Tatort: Schleichendes Gift
- 2008: Und Jimmy ging zum Regenbogen (TV-Film)
- 2008: Was ihr wollt (TV-Film)
- 2008: Post Mortem (TV-Serie) – Tod im OP
- 2011: Lisas Fluch (TV-Film)
- 2011: Notruf Hafenkante (TV-Serie) – Die Frau aus Ipanema
- seit 2012: Reiff für die Insel (Fernsehreihe) → siehe Episodenliste
- 2014: Die letzte Instanz
- 2016: Die Spezialisten – Im Namen der Opfer (TV-Serie, Folge 4: Miss Mai 1988)
- 2020: Persischstunden
- 2021: Tatort: Die dritte Haut

## Theater
- 2010: Friedrich Hebbel: Die Niebelungen (Gunther) – Regie: Michael Thalheimer (Deutsches Theater Berlin)

## Hörspiele, Lesungen und Features
- 1998: Gottfried August Bürger: Münchhausens Abenteuer zu Lande – Produktion: Sören Meyer-Eller (Lesung – Naxos)
- 1999: Ken Follett: Die Säulen der Erde – Regie: Leonhard Koppelmann (Hörspiel (9 Teile) – WDR)
- 2000: Gottfried August Bürger: Münchhausens Abenteuer zur See – Produktion: Sören Meyer-Eller (Lesung – Naxos)
- 2001: Norbert Zähringer: Die kleinen und die Bösen – Regie: Annette Berger (Hörspiel – DLR)
- 2002: Umberto Eco: Baudolino – Regie: Leonhard Koppelmann
- 2004: Susanne Kornblum: Antals Tier – Regie: Karlheinz Liefers (Kinderhörspiel – DLR Berlin)
- 2005: Jane Bowles: Zwei sehr ernsthafte Damen – Bearbeitung/Regie: Heike Tauch (Hörspiel – DLR)
- 2009: Oliver Bukowski: In Grund und Boden – Regie: Alexander Schuhmacher (Hörspiel – SWR)
- 2010: Laila Stieler: Ick bin nu mal Friseuse (Bankangestellter/Arzt) – Bearbeitung und Regie: Judith Lorentz (Hörspiel – RBB)
- 2013: Keigo Higashina: Verdächtige Geliebte – Bearbeitung und Regie: Steffen Moratz (Hörspiel – WDR)
- 2014: Robert Weber: Heinrich, Vorname Hauptfeldwebel – Regie: Giuseppe Maio (Hörspiel – DKultur)
- 2014: Tom Peuckert: Klassiker Europas – Regie: Oliver Sturm (Literarische Séance – RBB)
- 2016: Silke Seibold: Gib's zurück! – Regie: Kirstin Petri – (Kinderhörspiel – SWR2 Spielraum)

## Synchronrollen (Auswahl)
- 2009: Mads Mikkelsen als David Andernach in Die Tür
- 2013: David Oyelowo als Louis Gaines in Der Butler
- 2014: David Oyelowo als Martin Luther King Jr. in Selma
- 2016: Jon Bernthal als Michael H. Sussman in Show Me a Hero (Fernsehserie)

## Auszeichnungen
- Bester Nachwuchsschauspieler 1988
- Friedrich-Luft-Preis 2002
- Nestroy-Theaterpreis 2002
- Theaterfestival Polen: Bester Theaterschauspieler 2005
- Goldene Maske 2005